# Черкасское (Пензенская область)
Черка́сское — село в Пачелмском районе Пензенской области России. Административный центр Черкасского сельсовета.

## География
Село находится в западной части Пензенской области, в пределах Приволжской возвышенности, в лесостепной зоне, на берегах реки Ноксы, на расстоянии примерно 14 км (по прямой) к северо-западу от Пачелмы, административного центра района. Абсолютная высота — 212 м над уровнем моря.

### Климат
Климат характеризуется как умеренно континентальный, с холодной продолжительной зимой и тёплым летом. Среднегодовая температура воздуха — 3,6 — 3,8 °C. Средняя температура воздуха самого тёплого месяца (июля) — 19 °C (абсолютный максимум — 39 °C); самого холодного (января) — −12 °C (абсолютный минимум — −49 °C). Вегетационный период длится 145 дней. Среднегодовое количество атмосферных осадков варьируется от 460 до 480 мм, из которых большая часть выпадает в тёплый период. Снежный покров устанавливается в конце ноября и держится в течение 150 дней.

### Часовой пояс
Село Черкасское, как и вся Пензенская область, находится в часовой зоне МСК (московское время). Смещение применяемого времени относительно UTC составляет +3:00.

## Население
| 1785  | 1811  | 1864  | 1877  | 1897  | 1911  | 1920  |
| ----- | ----- | ----- | ----- | ----- | ----- | ----- |
| 2500  | ↘821  | ↗1975 | ↘1762 | ↗2119 | ↗2297 | ↗2356 |
| 1926  | 1930  | 1939  | 1959  | 1970  | 1989  | 1996  |
| ↗2413 | ↗2564 | ↘1882 | ↘1650 | →1650 | ↘981  | ↘875  |
| 2002  | 2010  |       |       |       |       |       |
| ↘792  | ↘654  |       |       |       |       |       |

### Национальный состав
Согласно результатам переписи 2002 года, в национальной структуре населения русские составляли 99 % из 792 чел.